# 山本孝二
山本 孝二（やまもと こうじ、1941年3月30日 - ）は、日本の国土交通技官。気象庁長官を務めた。

## 来歴・人物
北海道出身。1963年に北海道大学理学部を卒業し、同年に気象庁に入庁。1995年に仙台管区気象台長、1996年4月に地震火山部長、1998年4月に予報部長を経て、2000年4月から2003年3月までに長官を務めた。